# Douglas A-20 Havoc
Chiếc Douglas A-20/DB-7 Havoc là một họ bao gồm máy bay cường kích, máy bay ném bom hạng nhẹ và máy bay tiêm kích bay đêm trong Thế chiến II, phục vụ cho không lực của nhiều nước Đồng Minh chủ yếu là Liên Xô, Anh Quốc và Hoa Kỳ. Chiếc DB-7 cũng được không lực các nước Australia, Nam Phi, Pháp, và Hà Lan sử dụng trong chiến tranh, và Brazil sử dụng sau chiến tranh. Chiếc máy bay này được gọi là Boston trong không lực các nước Khối Thịnh vượng chung, trong khi phiên bản tiêm kích bay đêm được gọi là Havoc. Không lực Lục quân Hoa Kỳ đặt tên cho kiểu DB-7 là "A-20" và cho nó cái tên thông dụng là "Havoc", dựa theo cách phân loại của Không quân Hoàng gia Anh.

## Thiết kế và phát triển

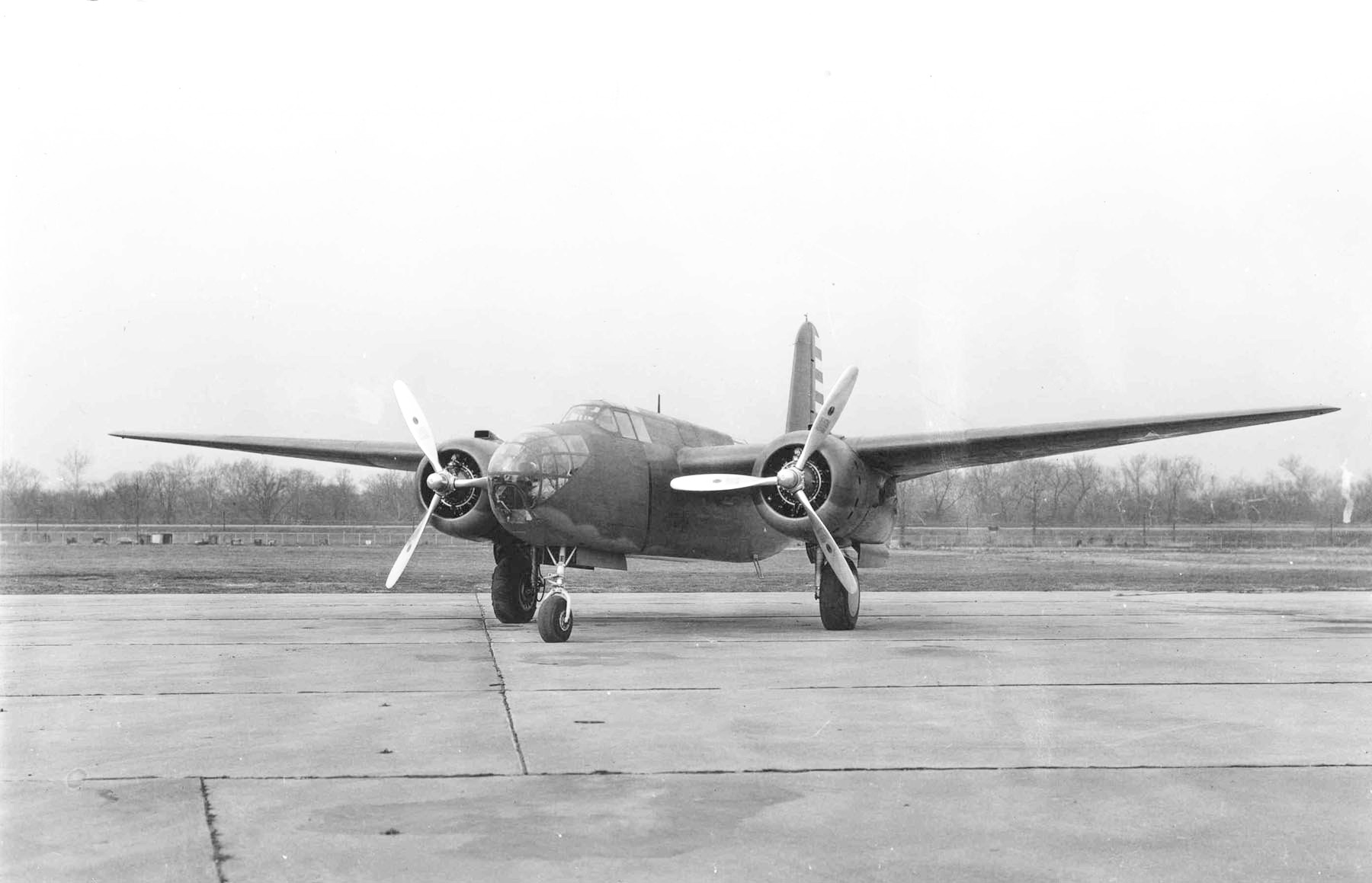
Chiếc A-20A

Vào tháng 3 năm 1937, một nhóm thiết kế dưới sự lãnh đạo của Donald Douglas, Jack Northrop và Ed Heinemann đã đề xuất một kiểu máy bay ném bom hạng nhẹ cung cấp động lực bởi một cặp động cơ Pratt & Whitney R-985 Wasp Junior công suất 450 mã lực (340 kW) gắn trên kiểu cánh gắn cao. Nó được ước lượng có thể mang tải trọng bom 450 kg (1000 lb) ở tốc độ 400 km/h (250 dặm mỗi giờ). Các báo cáo về tính năng của máy bay trong Nội chiến Tây Ban Nha cho thấy rằng thiết kế này trang bị động cơ không đủ mạnh và sau đó bị hủy bỏ.
Vào mùa Thu cùng năm đó, Không lực Lục quân Hoa Kỳ phát hành bản tiêu chuẩn kỹ thuật của một chiếc máy bay cường kích của riêng họ. Nhóm thiết kế Douglas, giờ đây dưới sự lãnh đạo của Heinemann, đã sử dụng lại thiết kế Kiểu 7A và nâng cấp nó với kiểu động cơ Pratt & Whitney R-1830 S3C3-G Twin Wasp công suất 1.100 mã lực (820 kW), tham dự thầu cạnh tranh dưới tên gọi Kiểu 7B. Nó phải cạnh tranh cùng các kiểu North American NA-40, Stearman X-100 và Martin 167F. Kiểu 7B có độ cơ động tốt và bay nhanh, nhưng không thu hút được những đơn đặt hàng tại Mỹ.
Tuy nhiên, kiểu máy bay này lại thu hút được sự chú ý của một Ủy ban Mua sắm Pháp đang viếng thăm Hoa Kỳ. Người Pháp lẵng lặng tham gia các cuộc bay thử nghiệm để không thu hút sự phản đối từ phía những người Mỹ theo chủ nghĩa cô lập, nhưng sự việc đã không thể giữ kín được sau khi chiếc 7B bị rơi vào ngày 23 tháng 1 năm 1939 trong khi biểu diễn bay với một động cơ. Người Pháp vẫn còn đủ ấn tượng về kiểu máy bay này nên đã đặt mua 100 chiếc máy bay, và đơn đặt hàng được tăng lên 270 chiếc sau khi Thế Chiến II bùng nổ.
Cho dù không phải là chiếc máy bay nhanh nhất hay tầm bay xa nhất trong hạng của nó, loạt máy bay Douglas DB-7 lại chứng tỏ là kiểu máy bay chiến đấu chắc chắn, tin cậy và đạt được sự ngưỡng mộ cao nhờ tốc độ lộn vòng và độ cơ động tốt. Trong một báo cáo đến Cơ quan Thử nghiệm Hàng không và Vũ khí (AAEE: Aeroplane and Armament Experimental Establishment) tại Boscombe Down, các phi công thử nghiệm đã mô tả tóm tắt kiểu máy bay này như là "không có khuyết điểm và rất dễ cất cánh và hạ cánh... Chiếc máy bay tiêu biểu cho sự tiến bộ rõ ràng trong việc điều khiển bay... rất dễ chịu để lái và cơ động." Các cựu phi công thường xem nó là máy bay ưa thích của họ trong chiến tranh vì có khả năng lượn qua lại như một chiếc máy bay tiêm kích.. Ảnh hưởng thực tế là chiếc máy bay ném bom/tiêm kích bay đêm của Douglas đã trở nên cực kỳ linh hoạt và có thể đảm nhận mọi vai trò tại mọi mặt trận của cuộc chiến, và là một máy bay được các phi công ưa chuộng.
Khi việc sản xuất loạt máy bay DB-7 kết thúc vào ngày 20 tháng 9 năm 1944, đã có 7.098 chiếc được Douglas chế tạo cùng với 380 chiếc chế tạo bởi Boeing.

## Lịch sử hoạt động

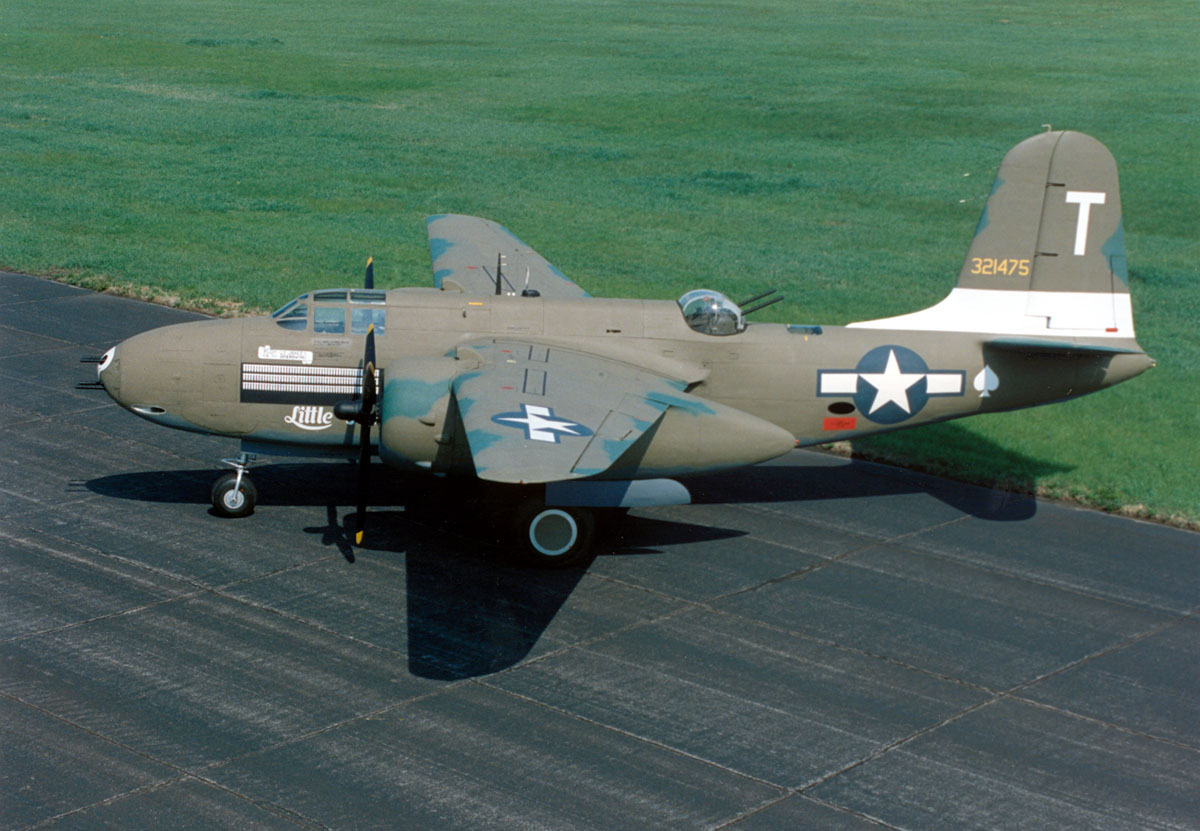
Một chiếc A-20G Havoc của Không lực Lục quân Hoa Kỳ.

Đơn đặt hàng của Pháp yêu cầu một số cải biến, và tên gọi của phiên bản mới là DB-7 (Douglas Bomber 7) được áp dụng. Nó có một thân máy bay hẹp và sâu hơn, trang bị động cơ Pratt & Whitney R-1830-SC3-G bố trí hình tròn công suất 1000 mã lực (750 kW), các khẩu súng do Pháp chế tạo và các thiết bị bay tính theo hệ mét. Trong quá trình giao hàng, động cơ được nâng cấp lên kiểu Pratt & Whitney R-1830-S3C4-G công suất 1100 mã lực (820 kW). Người Pháp đặt tên cho kiểu này là DB-7 B-3 (ký hiệu B-3 nhấn mạnh "máy bay ném ba chỗ ngồi").
Những chiếc DB-7 được chuyên chở từng cụm rời đến Casablanca để được lắp ráp và phục vụ tại Pháp và Bắc Phi thuộc Pháp. Khi Đức tấn công Pháp và các nước vùng đất thấp Tây Bắc Âu ngày 10 tháng 5 năm 1940, 64 chiếc DB-7 hiện hữu đã được bố trí để chống lại cuộc tiến công của các lực lượng xe tăng Đức. Trước khi Hiệp ước đình chiến được ký kết, chúng được di tản sang Bắc Phi để tránh bị lực lượng Đức chiếm giữ. Tại đây chúng lọt vào quyền kiểm soát của Chính phủ Vichy, nhưng trong thực tế không tham gia hoạt động chống lại các lực lượng Đồng Minh ngoại trừ một giai đoạn ngắn trong Chiến dịch Torch. Sau khi lực lượng Pháp tại Bắc Phi quay sang phe Đồng Minh, những chiếc DB-7 được sử dụng như những máy bay huấn luyện và được thay thế trong các đơn vị hoạt động tại tuyến đầu bởi những chiếc B-26 Marauder. Vào đầu năm 1945, một số ít chiếc DB-7 được gửi trở về Pháp nơi chúng hoạt động chống lại những ổ đề kháng cô lập lẻ tẻ tại bờ biển phía Tây.

## Các phiên bản

Douglas A-20 Havoc

Boston I & IIKhông quân Hoàng gia Anh đã đồng ý nhận lấy số máy bay còn lại trong đơn đặt hàng của Pháp mà giờ đây đã đầu hàng và chuyển số máy bay này đến Anh. Chúng được đặt tên là Boston Mk I hay Mk II tùy theo kiểu động cơ được trang bị đờiđầu hay đời sau.
Havoc IChiếc máy bay không thực sự phù hợp để sử dụng trong Không quân Hoàng gia Anh do tầm bay xa quá giới hạn không thể đảm trách vai trò ném bom ban ngày trên lãnh thổ Đức. Nhiều chiếc thuộc phiên bản Boston Mk II, cùng một số chiếc phiên bản Mk I được trang bị lại động cơ, được cải biến để đảm trách vai trò hoạt động ban đêm, cả như máy bay xâm nhập với 1.100 kg (2.400 lb) bom, hoặc như máy bay tiêm kích bay đêm trang bị radar AI Mk IV. Chúng được gọi chung dưới tên gọi Havoc Mk I. Có tổng cộng 181 chiếc Boston được cải biến thành Havoc. Trong các cuộc tấn công can thiệp, những chiếc máy bay xâm nhập Havoc đã gây thiệt hại đáng kể cho các mục tiêu Đức.
Havoc-PandoraHai mươi chiếc Havoc được cải biến thành máy bay "xâm nhập", sử dụng một kiểu "mìn trên không tầm xa" (LAM: Long Aerial Mine), một gói thuốc nổ được kéo đi trên một sợi cáp dài nhắm vào đường bay của những chiếc máy bay đối phương nhằm hy vọng nổ trúng đích. Các cuộc thử nghiệm được tiến hành với một chiếc Handley Page Harrow tiến hành thả những trái LAM xuống đội hình những chiếc máy bay ném bom Đức đã không thành công; nên sau đó những chiếc Havoc được cải biến lại theo cấu hình Mk I.
Havoc I TurbinliteCó thêm 31 chiếc Havoc được trang bị những đèn pha công suất 2,7 tỉ candela (2.7 Gcd) trước mũi. Chúng không được vũ trang và được dự định để chiếu sáng mục tiêu cho những chiếc máy bay tiêm kích Hurricane bay kèm theo, nhưng trong thực tế chúng chỉ là những mục tiêu rực rỡ tốt đẹp ban đêm dành cho các xạ thủ Đức.
DB-7A / Havoc IIỦy ban Mua sắm Pháp đã đặt hàng thêm 200 chiếc máy bay ném bom trang bị động cơ Wright R-2600-A5B Double Cyclone công suất 1600 mã lực (1195 kW). Phiên bản này được Douglas đặt tên là DB-7A. Tuy nhiên không có chiếc nào được giao trước khi nước Pháp thua trận, và chúng phục vụ như là máy bay tiêm kích bay đêm cho Không quân Hoàng gia Anh dưới tên gọi Havoc Mk II. Chúng đạt được tốc độ tối đa rất ấn tượng 550 km/h (344 mph) ở tầm cao. Có 39 chiếc trong số này được sử dụng trong một thời gian ngắn dưới vai trò Turbinlite.
DB-7B / Boston IIIPhiên bản DB-7B mới là lô đầu tiên của loạt máy bay được Anh Quốc đặt hàng vào tháng 2 năm 1940. Được cung cấp động lực bằng cùng kiểu động cơ như của chiếc DB-7A, với vỏ giáp tốt hơn và chủ yếu là các thùng nhiên liệu lớn hơn, cuối cùng nó là kiểu máy bay phù hợp cho người Anh sử dụng trong vai trò máy bay ném bom hạng nhẹ. Đây là lô máy bay đầu tiên của loạt được đặt tên là "Boston", nhưng vì những chiếc máy bay DB-7 được trưng dụng đưa vào hoạt động sớm hơn, lô này được biết đến dưới tên gọi Boston Mk III. Trong số các hoạt động đã thực hiện, chúng từng tham gia tấn công các tàu thiết giáp-tuần dương Scharnhorst, Gneisenau và Prinz Eugen của Đức trong Trận chiến Eo biển Anh Quốc (Chiến dịch Cerberus) và trận tấn công Dieppe (Chiến dịch Jubilee) đáng hổ thẹn. Có 300 chiếc đã được giao và một số được cải biến sang vai trò máy bay xâm nhập và máy bay tiêm kích bay đêm.
DB-73Một phiên bản của Pháp gần như tương tự với phiên bản DB-7B, cũng được chuyển hướng giao hàng sang Anh dưới tên gọi Boston Mk III. Nhiều chiếc được chế tạo theo giấy phép nhượng quyền bởi Boeing. Những sự kiện tiếp diễn sau đó sau khi Đức tấn công vào Liên Xô và Trận chiến Trân Châu Cảng, nên nhiều chiếc Boston được gửi sang Liên Xô và thêm nhiều chiếc được Không lực Lục quân Hoa Kỳ giữ lại để sử dụng cho riêng họ. Có 22 chiếc được Anh Quốc chuyển cho Không quân Hoàng gia Australia.
DB-7CMột phiên bản dành cho Hà Lan được sdự định để sử dụng tại Đông Ấn thuộc Hà Lan, nhưng phía Nhật Bản đã xâm chiếm nơi này trước khi chúng được giao. Đơn đặt hàng này được chuyển cho Liên Xô trong chương trình Cho thuê-Cho mượn vốn đã nhận được 3.125 chiếc Douglas DB-7 ở nhiều phiên bản khác nhau. Khi việc vận chuyển đến Anh Quốc cuối cùng được tái tục, chúng được giao theo chương trình Cho thuê-Cho mượn. Những chiếc máy bay này được trang bị lại theo tiêu chuẩn A-20C và được gọi là Boston IIIA.
A-20Phiên bản nguyên thủy dành cho Hoa Kỳ không khác biệt gì so với chiếc Kiểu 7B đã bị vượt qua bởi những cải tiến dành cho Pháp và Anh, nên Không lực Lục quân Hoa Kỳ đã đặt hàng hai phiên bản: chiếc A-20 để ném bom tầm cao và chiếc A-20A hoạt động ở tầm thấp. Cả hai đều tương tự như phiên bản DB-7B, chiếc A-20 được trang bị kiểu động cơ Wright R-2600-7 có turbo siêu tăng áp, nhưng chúng tỏ ra cồng kềnh và chiếc nguyên mẫu bị ảnh hưởng những vấn đề làm mát động cơ, nên số còn lại được hoàn tất với kiểu động cơ R-2600-11 không có tăng áp. Có 59 chiếc được chế tạo như phiên bản máy bay tiêm kích P-70 và ba chiếc như là máy bay trinh sát F-3. Một chiếc A-20 được Hải quân Mỹ đánh giá dưới tên gọi BD-1, trong khi Thủy quân Lục chiến Mỹ sử dụng tám chiếc dưới tên gọi BD-2.
A-20ALục quân Mỹ đã đặt hàng 123 chiếc A-20A trang bị kiểu động cơ R-2600-3, và thêm 20 chiếc với kiểu động cơ R-2600-11 mạnh mẽ hơn. Chúng được đưa vào hoạt động từ mùa Xuân năm 1941. Lục quân đã ưa chuộng kiểu máy bay A-20A này vì nó có tính năng bay xuất sắc cũng như không có các tác động phụ khi điều khiển. Chín chiếc đã được gửi đến Australia vào năm 1943. Tên gọi "Havoc" của người Anh đã được đặt cho chiếc A-20A.
A-20BKiểu A-20B nhận được đơn đặt hàng đáng kể đầu tiên từ Không lực Mỹ với 999 chiếc. Nó giống phiên bản DB-7A hơn là kiểu DB-7B, với vỏ giáp nhẹ và mũi máy bay thành bậc thay cho kiểu mũi máy bay nghiêng bằng kính. Trong thực tế, có 665 chiếc được xuất khẩu sang Liên Xô, nên chỉ có ít chiếc hoạt động cùng Không lực Mỹ.

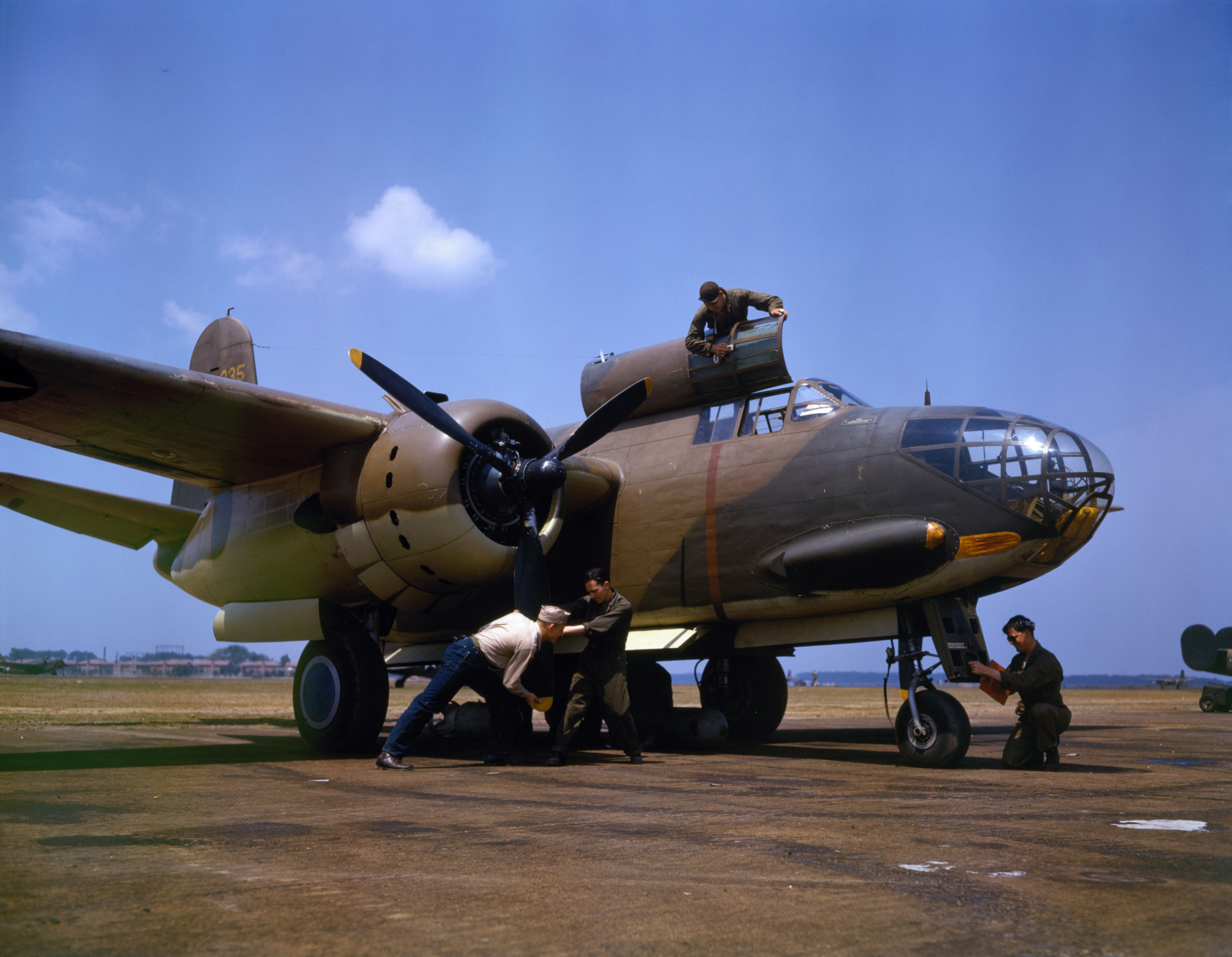
Chiếc A-20C đang được bảo trì tại Langley Field, Virginia, 1942.

A-20CPhiên bản A-20C này là một nỗ lực nhằm chuẩn hóa một phiên bản chung dành cho cả Anh Quốc và Hoa Kỳ, được sản xuất từ năm 1941. Nó quay lại kiểu mũi máy bay nghiêng bằng kính và loại động cơ RF-2600-23, các thùng nhiên liệu tự hàn kín và vỏ giáp được tăng cường. Chúng được trang bị để có thể mang một ngư lôi hải quân 900 kg (2.000 lb) bên ngoài. Có tổng cộng 948 chiếc được chế tạo cho Anh Quốc và Liên Xô, nhưng nhiều chiếc đã được giữ lại cho Không lực Mỹ sau vụ Trân Châu Cảng. Những chiếc A-20 Xô Viết thường trang bị những tháp súng được họ tự thiết kế trong nước.
A-20GChiếc A-20G, được giao từ tháng 2 năm 1943, trở thành phiên bản có số lượng nhiều nhất với 2.850 chiếc được chế tạo. Mũi máy bay bằng kính được thay bằng mũi kim loại chứa bốn khẩu pháo Hispano HS.404 20 mm và hai súng máy Browning M2 12,7 mm (0,50 in), làm cho chiếc máy bay hơi dài hơn so với các phiên bản trước đây. Sau lô đầu tiên 250 chiếc, những khẩu pháo kém tin cậy được tháo bỏ thay bằng nhiều khẩu súng máy hơn. Một số có thân rộng hơn để trang bị một tháp súng vận hành bằng điện. Nhiều chiếc A-20G được giao đến Liên Xô. Động cơ trang bị là kiểu R-2600-23 công suất 1.600 hp (1.200 kW). Những chiếc A-20G Hoa Kỳ được sử dụng trong các phi vụ tầm thấp ở chiến trường New Guinea.
A-20HChiếc A-20H tương tự như phiên bản A-20G, được trang bị động cơ R-2600-29 công suất 1.700 mã lực (1.270 kW). Trọng lượng cất cánh tối đa được nâng lên 10.960 kg (24.170 lb). Có 412 chiếc được chế tạo.
A-20J / Boston IVChiếc A-20J có thêm một sĩ quan ném bom ngồi trong khoang mũi kéo dài bằng kính acrylic. Phiên bản này được dự định sẽ dẫn đầu đội hình những máy bay ném bom, khi những chiếc A-20 thông thường bay theo sau sẽ thả bom theo hiệu lệnh của chiếc dẫn đầu. Có tổng cộng 450 chiếc được chế tạo, trong đó 169 chiếc dành cho Không quân Hoàng gia Anh và được người Anh đặt tên là Boston Mk IV từ mùa Hè năm 1944.
A-20K / Boston VChiếc A-20K là phiên bản sản xuất cuối cùng của loạt A-20. Chúng tương tự như phiên bản A-20J ngoại trừ được gắn động cơ R-2600-29 thay cho R-2600-23.
P-70Vào tháng 10 năm 1940, Không lực Mỹ cảm thấy cần có một kiểu máy bay tiêm kích tầm xa hơn là một kiểu máy bay ném bom-cường kích, nên một số máy bay A-20 sản xuất được cải biến thành phiên bản tiêm kích tầm xa P-70 và phiên bản tiêm kích bay đêm P-70A. Chúng được trang bị radar SCR-540 (một phiên bản của kiểu radar AI Mk IV Anh Quốc), mũi máy bay bằng kính thường được sơn đen để giảm phản chiếu và che giấu các chi tiết của bộ radar bên trong, và có bốn khẩu pháo 20 mm bắn hướng ra trước trong một khay ở khoang bom dưới bụng. Những chiếc phiên bản P-70 tiếp theo sau được sản xuất từ những khung thuộc phiên bản A-20C, G và J. Chiếc nguyên mẫu duy nhất P-70B-1 (cải biến từ kiểu A-20G) và những chiếc P-70B-2 tiếp nối (cải biến từ kiểu A-20G và J) được trang bị radar của Mỹ tần số centi-mét (SCR-720 hoặc SCR-729). Những chiếc P-70 và P-70A chỉ tham gia hoạt động chiến đấu cùng Không lực Mỹ tại Mặt trận Thái Bình Dương trong Thế Chiến II. Những chiếc P-70B-1 và P-70B-2 không tham gia chiến đấu nhưng phục vụ như là máy bay huấn luyện cho các đội bay tiêm kích bay đêm tại Florida và sau đó là tại California. Mọi chiếc P-70 đều được cho nghỉ hưu vào năm 1945.
F-3APhiên bản cải biến 46 chiếc A-20 kiểu J và K thành máy bay trinh sát bay đêm (F-3 là tên gọi một số ít chiếc máy bay cải biến từ phiên bản A-20 nguyên thủy). Phiên bản này được sử dụng tại Mặt trận châu Âu bởi Phi đội Trinh sát Ban đêm 155, nguyên là Phi đội Tiêm kích Ban đêm 423. Phi đội này được chuyển đổi sang nhiệm vụ trinh sát hình ảnh một phần là do kiến thức về chiến thuật chiến đấu ban đêm vốn sẽ được sử dụng để phòng thủ chống lại các máy bay Đức. Cho dù trang bị vũ khí được tháo bỏ, đội bay vẫn bao gồm ba người: phi công, trinh sát viên và hoa tiêu. Chiếc máy bay Đồng Minh đầu tiên hạ cánh xuống Itazuke, Nhật Bản sau khi Nhật Bản đầu hàng vào tháng 8 năm 1945 là một chiếc F-3A.

## Các nước sử dụng

Chiếc Boston III thuộc Không quân Hoàng gia Anh thuộc Phi đội 88 tại Dieppe, 1942

- Úc
- Brasil
- Canada
- Pháp
- Hà Lan
- South Africa
- Liên Xô
- Anh Quốc
- Hoa Kỳ

## Đặc điểm kỹ thuật (DB-7B Boston Mk III)

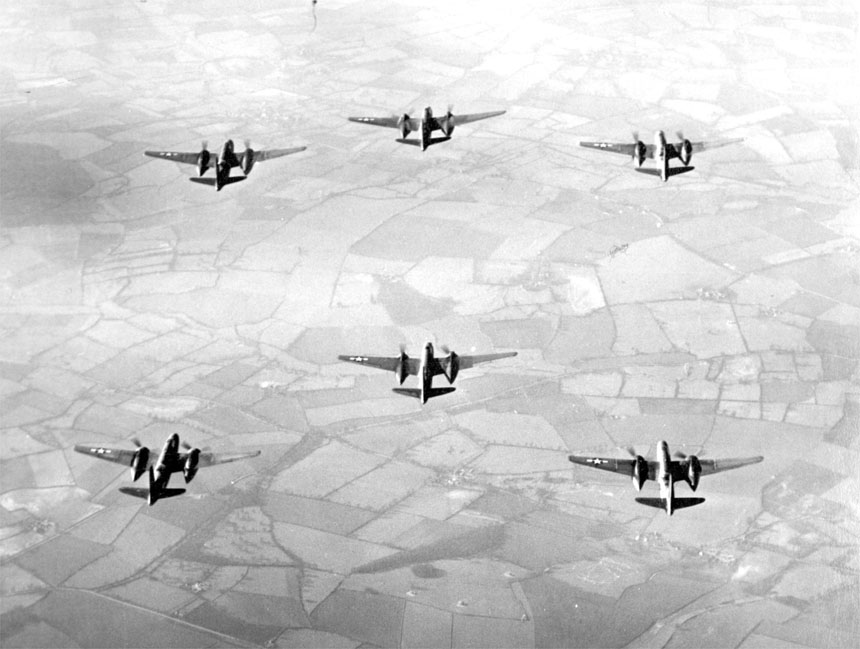
Những chiếc A-20 trong đội hình ném bom trong Thế Chiến II.

### Đặc tính chung
- Đội bay: 2-3 người
- Chiều dài: 14,5 m (47 ft 6 in)
- Sải cánh: 18,7 m (61 ft 4 in)
- Chiều cao: 5,4 m (17 ft 7 in)
- Diện tích bề mặt cánh: 43,2 m² (465 ft²)
- Trọng lượng không tải: 6.827 kg (15.051 lb)
- Trọng lượng cất cánh tối đa: 9.215 kg (20.320 lb)
- Động cơ: 2 x động cơ Wright R-2600-A5B "Double Cyclone" bố trí hình tròn, công suất 1.600 mã lực (1.200 kW) mỗi động cơ

### Đặc tính bay
- Tốc độ lớn nhất: 544 km/h (294 knot, 338 mph) ở 3.800 m (12.500 ft)
- Tầm bay tối đa: 1.690 km (912 nm, 1.050 mi)
- Trần bay: 8.400 m (27.600 ft)
- Tốc độ lên cao: 10,2 m/s (2.000 0 ft/min)

### Vũ khí
- 4 x súng máy Browning M1919 7,7 mm (0,303 in) gắn cố định trước mũi
- 2 x súng máy Browning M1919 7,7 mm (0,303 in) gắn di động trên lưng
- 1 x súng máy Vickers K 7,7 mm (0,303 in) gắn di động dưới bụng
- 900 kg (2.000 lb) bom

## Nội dung liên quan

### Máy bay liên quan
- A-26 Invader
- Boeing Y1B-20

### Máy bay tương tự
- Bristol Beaufighter
- Bristol Blenheim
- Junkers Ju 88
- Martin B-26 Marauder
- Martin Baltimore
- Messerschmitt Me 210
- North American B-25 Mitchell
- Petlyakov Pe-2

### Trình tự thiết kế
- Trình tự Lục quân A (cường kích): A-17 - A-18 - YA-19 - A-20 - XA-21 - A-22 - A-23
- Trình tự Lục quân (trinh sát): YO-50 - YO-51 - O-52 - O-53 - YO-54 - YO-55 - O-56
- Trình tự Hải quân: BD - BTD - BT2D
- Trình tự Douglas: DB-4 - DB-5 - DB-6 - DB-7 - DB-8

### Danh sách liên quan
- Danh sách máy bay chiến đấu
- Danh sách máy bay quân sự Hoa Kỳ
- Danh sách máy bay trong Chiến tranh Thế giới II
- Danh sách máy bay tiêm kích
- Danh sách máy bay của RAAF
- Danh sách máy bay của RAF
- Danh sách máy bay của Armée de l'Air, Chiến tranh Thế giới II
- Danh sách máy bay quân sự của Liên Xô và CIS